# Харьков, Николай
Никола́й А. Харьков (Хорьков; 1890, Москва — 18 июля 1922, Москва) — российский легкоатлет, выступавший в беге на средние и длинные дистанции; конькобежец. Участник летних Олимпийских игр 1912 года.

## Биография
Николай Харьков родился в 1890 году в Москве.

### Спортсмен

#### Легкоатлет
Выступал в легкоатлетических соревнованиях за Клуб любителей спорта из Москвы. Трижды становился чемпионом России: в 1911 и 1913 годах в беге на 1500 метров (с результатами 4 минуты 25,0 секунды и 4.22,8), в 1915 году — в часовом беге (16 км 602,25 метра).
В 1912 году вошёл в состав сборной России на летних Олимпийских играх в Стокгольме. В беге на 1500 метров занял 7-е место в полуфинальном забеге. Также был заявлен в беге на 5000, 10 000 метров и
марафоне, командном беге на 3000 метров и кроссе, но не вышел на старт.

#### Конькобежец
Также был сильным конькобежцем. В 1910 году завоевал серебряную медаль чемпионата России в классическом многоборье. 16 января 1911 года установил рекорд России на дистанции 5000 метров (9 минут 4,4 секунды), побив достижение Николая Струнникова. В том же году выиграл турнир на Кубок национального первенства и приз имени Струнникова. В 1912 году журнал «Русский спорт» назвал его на 5-м месте в списке лучших конькобежцев Российской империи по итогам сезона-1911/12.

### Смерть
Николай Харьков умер в Москве 18 июля 1922 года. 8 сентября на первенстве РСФСР москвич Сергей Тютнер (больше известный как Сергей Тютюнов) пробежал за час 16 766,42 м. Рекорд Харькова на 5000 метров — 16.20,0 — оставался
непобитым до 1925 года.

## Память
- Кубок Н. Харькова. Кросс 8 км в 1913 году выиграл сам Харьков[10]. Соревнования стали традиционными, и 10 мая 1915 года в розыгрыше «Приза Н. Харькова» хозяин приза Харьков победил в кроссе.

## Результаты

### Соревнования
| Год                | Город           | Дистанция                    | Дата            | Результат       | Место           |
| Лёгкая атлетика    | Лёгкая атлетика | Лёгкая атлетика              | Лёгкая атлетика | Лёгкая атлетика | Лёгкая атлетика |
| ------------------ | --------------- | ---------------------------- | --------------- | --------------- | --------------- |
| 1911               | Санкт-Петербург | 1500 метров                  | 9 июля          | 4.25,0 NR*      | I               |
| 1911               | Санкт-Петербург | 5000 метров (вне конкурса)   | 10 июля         | 16.20,0 NR*     | 1               |
| 1911               | Санкт-Петербург | часовой бег (вне конкурса)   | 11 июля         | 16 659,4 м NR*  | 1               |
| 1913               | Санкт-Петербург | 1500 метров                  | 20—22 июля      | 4.22,8          | I               |
| 1915               | Москва          | часовой бег                  | 15—16 августа   | 16 602,25 м     | I               |
| Конькобежный спорт |                 |                              |                 |                 |                 |
| 1910               | Москва          | многоборье (500+1500+5000 м) | февраль         | 8               | II              |

1. ↑  52,0 (3)+2.41,6 (3)+9.21,2 (2)

### Рекорды
| Дистанция          | Результат       | Место           | Дата            |
| Лёгкая атлетика    | Лёгкая атлетика | Лёгкая атлетика | Лёгкая атлетика |
| ------------------ | --------------- | --------------- | --------------- |
| 1500 м             | 4.25,0          | Санкт-Петербург | 09.07.1911      |
| 5000 м             | 16.49,4         | Москва          | 09.05.1911      |
| 5000 м             | 16.32,4         | Москва          | 29.05.1911      |
| 5000 м             | 16.20,0         | Санкт-Петербург | 10.07.1911      |
| 10 000 м           | 35.07,6         | Москва          | 15.08.1913      |
| Часовой бег        | 15 038,5 м      | Москва          | 15.05.1911      |
| Часовой бег        | 16 659,4 м      | Санкт-Петербург | 11.07.1911      |
| Конькобежный спорт |                 |                 |                 |
| 5000 м             | 9.04⅖[уточнить] | Москва          | 16.01.1911      |

1. ↑  Результаты петроградца Николая Владимирова —  34.58.2 (26 июня) и рижанина А. Галыня — 34.56,8 (4 августа) не зарегистрированы официально как рекорды
2. ↑  В начале XX века большинство секундомеров имело деления по ⅕ секунды[14]
3. ↑  вместе с Никитой Найдёновым; или 9.04,8 16.02.1911